# Soli (песня)
«Soli» — песня Адриано Челентано из его альбома 1979 года Soli. Как и многие песни в этом альбоме, она была написана Тото Кутуньо.
Тото Кутуньо выпустил свою версию этой песни в том же году в альбоме Voglio l’anima.